# کارلو آلبینی
کارلو آلبینی (انگلیسی: Carlo Albini; ۲۲ مارس ۱۹۱۴ – ۱۸ نوامبر ۱۹۷۶) بازیکن فوتبال اهل ایتالیا بود.
از باشگاه‌هایی که در آن بازی کرده‌است می‌توان به باشگاه فوتبال برشا اشاره کرد.